# Вражији оток
„Вражији оток” је југословенски ТВ филм из 1960. године. Режирао га је Иван Хетрих а сценарио су написали Мирослав Крлежа и Иво Штивичић.

## Улоге
| Глумац           | Улога |
| ---------------- | ----- |
| Павле Богдановић |       |
| Адем Чејван      |       |
| Јожа Грегорин    |       |
| Санда Лангерхолц |       |
| Јован Личина     |       |
| Јозо Мартинчевић |       |
| Иван Шубић       |       |